# Eulocastra sahariensis
Eulocastra sahariensis là một loài bướm đêm trong họ Noctuidae.